# スチュアート・ピアース
スチュアート・ピアース MBE（Stuart Pearce MBE, 1962年4月24日 - ）は、イギリス（イングランド）・ロンドン出身の元サッカー選手。ポジションは左サイドバック。
1990年代のイングランドを代表するディフェンダーであり、イングランド代表ではキャプテンも務めた。イングランド史上最高の左サイドバックに彼の名を挙げる者も多い。

## 経歴

### プロデビューまで
ウェストロンドンで生まれ、キングスベリーにあるプライマリースクールに通い、その後、ケントンにあるハイスクールへと進んだ。クイーンズ・パーク・レンジャーズのトライアルに落ち、ハル・シティから誘いを受けたが断り、ノンリーグのウィールドストーンに加入した。ピアースは、サッカーの練習を続けながら、電気工と配管工として働いていた。およそ5年に渡って、チームのレギュラーとして活躍し、カンファレンス・ナショナルで知らぬ者はいないほどの選手となっていった。
1983年、ウィールドストーンは、セミ・プロの選手としては異例の額である3万ポンドのオファーを、当時トップリーグに所属していたコヴェントリー・シティから受けた。監督を務めていたボビー・グールドは、視察に訪れた際に、ピアースのその判断力と好戦的なプレイスタイルに感銘を受けていた。ピアース自身はあまり乗り気ではなかったが、コヴェントリーに加入し、すぐにプロデビューを果たした。ピアースは、激しいプレイをするがフェアな選手であり、その一方で、決して手を抜かない左サイドバックの選手としての名声をすぐに確立した。

### ノッティンガム・フォレスト
2年後、ブライアン・クラフの目にとまり、ピアースはノッティンガム・フォレストへ移籍した。30万ポンドの移籍金と、その契約に伴ってコヴェントリーのセンターバックであったイアン・バタワースもフォレストへ加入した。ピアースは、サッカー選手としての自分の将来に自信を持てておらず、フォレスト移籍後にもマッチデープログラムに広告を載せ、電気工としての自分を宣伝した。
フォレストには10年以上在籍し、大部分をキャプテンとして過ごした。フォレストでは2度のリーグカップ優勝と、フルメンバーズカップ優勝を経験し、1991年のFAカップ決勝では、トッテナム・ホットスパーに敗れはしたが、フリーキックからゴールを決めた。ピアースは、FAカップ準決勝のリヴァプール戦で起きたヒルズボロの悲劇を目の当たりにしたノッティンガム・フォレストの選手の一人であった。ピアースは、オールド・トラッフォードに会場が変更された再試合に出場し、チームは3-1で勝利した。1993年、クラブは下部に降格したが、ピアースはクラブに留まり、1シーズンで再昇格を決めたチームで活躍を見せた。
1996年12月、監督代行に任命され、プレイングマネージャーとなった。1997年1月には、月間最優秀監督賞を受賞したが、クラブは降格となった。ピアースは、1996-97シーズンを最後に12年間過ごしたシティ・グラウンドを去る決意を固めた。

### その後のキャリア
ピアースはニューカッスル・ユナイテッドに加入し、敗れはしたが、1998年のFAカップ決勝に出場した。その後、ルート・フリットと反りが合わなくなり、ウェストハム・ユナイテッドに移籍した。2001年にマンチェスター・シティに加入し、選手として最後のシーズンを送った。彼はキャプテンを務め、最後の試合となったポーツマス戦では、キャリア通算100ゴールを目指したが、インジュリータイムに得たPKを失敗し、目標を達成することは出来なかった。
サッカー選手としてのキャリアを通して彼は、その妥協をしない姿勢から「サイコ」という愛情のこもったニックネームを付けられた。最初はフォレストのサポーターが付けたものであったが、後にイングランドのサポーターからも呼ばれるようになった。彼の選手としての功績と、様々な慈善団体への支援活動が評価され、1999年1月、エリザベス2世から大英帝国勲章を贈られた。
2016年1月28日、グロスタシャー北部シニアリーグ2部（イングランド13部相当）のロングフォード AFCに現役復帰することが発表された。また、契約は1試合毎となっている。
ロングフォードは、「イングランド最弱のチーム」との呼び声が高く、ピアース加入発表時点での15-16シーズンの成績は、19戦全敗で、得失点差も-180という有り様である。

## 代表経歴

### デビュー
1987年、ブラジル代表との試合でA代表デビュー。代表キャップを記録した999人目の選手であった。1988年から、代表チームの左サイドバックのレギュラーとなり、30歳の誕生日を目前に控えたケニー・サンソムに代わり、3番のユニフォームを身に纏うようになった。怪我の影響でサンソンのバックアッパーとして、EURO88のメンバーに入ることは叶わなかったが、大会後、監督のボビー・ロブソンは、ピアースをレギュラーとして起用するようになった。代表では78キャップを記録し、フォレストの選手としては最多のキャップ数を有する選手となっている。

### 1990 ワールドカップ
1990 FIFAワールドカップでは、グループリーグのオランダ代表戦で決めたゴールは認められなかったものの、大会を通して好パフォーマンスを披露した。準々決勝のカメルーン代表戦ではスイーパーシステムを採用した代表チームにおいて、積極的に攻め上がり、デビッド・プラットのゴールをアシストした。準決勝進出を果たしたイングランド代表の中で、ピアースはPKを失敗した2選手の内の一人になった（もう一人はクリス・ワドル）。西ドイツ代表との試合は、1-1のままPK戦に突入したが、PK戦の末に敗退した。

### EURO 92
ピアースは、グループステージで1勝も出来ずに敗退したEURO92の代表チームでキャプテンを務めた。0-0で引き分けに終わったフランス代表戦では、クロスバーの下側に直撃するフリーキックを蹴った。フリーキックを蹴る直前にピアースは、バジール・ボリの頭と衝突し、頬に深い傷を負っていたが、フリーキックを得るとそれを無視してピッチに戻ろうとした。レフェリーは顔の血を拭きとるように求めたが、ピアースはすぐにピッチに戻り、フリーキックを蹴った。

### 1994 ワールドカップ
イングランドは、アメリカで開催された1994 FIFAワールドカップでは予選で敗退した。サンマリノ代表戦では、開始8秒で、ピアースが出したバックパスを相手選手のダヴィデ・ガルチェリに攫われ、ゴールを許した。イングランドは7-1で勝利したが、本大会へ進むにはポーランド代表がオランダ代表に勝利することが条件であった。しかし、オランダは3-1で勝利し、イングランドは予選敗退となった。

### EURO 96
1994年にテリー・ヴェナブルズが監督に就任すると、左サイドバックのポジションにはグレアム・ル・ソーが起用されるようになったが、本大会を前にル・ソーは骨折によりメンバー入りせず、EURO96でも、レギュラーとしてプレイすることになった。準々決勝のスペイン代表戦のPK戦では成功し、イングランド代表の勝利に貢献した。ウェンブリーで勝利に沸くサポーターの前で見せたピアースのパフォーマンスは、イングランドのサッカーシーンにおいて、最も印象的な場面の一つになった。準決勝のPK戦でも成功したが、チームはドイツ代表の前に再び敗れた。

### 代表引退
ピアースは、EURO96終了後に代表引退を宣言したが、新しく監督に就任したグレン・ホドルはの説得により、代表でのキャリアはもう数シーズン続くことになった。ケヴィン・キーガンは、EURO2000の予選の試合の2試合に、36歳になったピアースを再招集したが、ピアースは骨折によりプレーの可能性を閉ざされ1999年に78キャップで代表でのキャリアを終えた。出場試合数78試合は、当時のイングランド代表の歴史の中で、トップ10に入る記録であった。
ピーター・テイラー監督の下、ローマで行われたイタリア代表との試合でアシスタント・コーチを務めた。
2009年現在、ピアースは12番目のキャップ数を持つ選手であり、彼の前任者のケニー・サンソムは85キャップ数であるが、2000年にファン投票により選出された、イングランド代表歴代ベストイレブンでは、アシュリー・コールやサンソンを抑え、左サイドバックには大差でピアースが選ばれた。

## 監督経歴

### マンチェスター・シティ

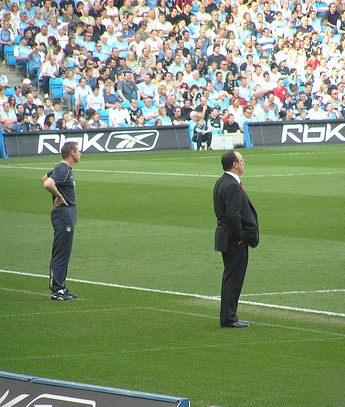
リヴァプール戦で指揮を執る、スチュアート・ピアース。右は、ラファエル・ベニテス（2007年）。

現役引退後、マンチェスター・シティにそのまま残り、ケヴィン・キーガン監督の下でコーチを務めた。2005年3月にキーガンが監督を辞任すると、ピアースは引退から3年も経たない内に代わって監督に就任した。チームは好調を維持し、UEFAカップの出場権を得られるところまで順位を上げ、ピアースは正式に監督に就任した。しかし、ミドルズブラとの最終戦では、ロビー・ファウラーが終了間際に得たPKを外してしまったこともあり、1-1で引き分けに終わり、UEFAカップの出場権を逃してしまった。
2005-06シーズンは、好スタートを切ったが、ラスト10試合で9敗を喫し、15位でシーズンを終えた。また、リーグカップでは、リーグ1に所属するドンカスター・ローヴァーズに敗れ、敗退した。ピアースは、レフェリーがミスジャッジを犯してしまった場合でも、決して非難するようなことはせずに、誠実で公平な監督であると評判を高め、スヴェン＝ゴラン・エリクソンの後任候補にも名前が挙がった。
ピアースは、2006-07シーズンは、降格圏の近辺を漂うチームを立て直すことが出来ず、リーグカップでは、再びリーグ1のクラブであるチェスターフィールドに敗れた。ホームで10ゴールしか挙げられず、2007年以降は1ゴールも挙げられなかった。これはイングランドのトップリーグで最低の記録である。ピアースはシーズン終了後の2007年5月に監督を解任された。

### U-21 イングランド代表
監督を解任される前の2007年2月、ピアースはU-21イングランド代表監督に就任にした。当初はシティの監督との兼任で、期間限定の監督業であったが、UEFA U-21欧州選手権2007では、開催国のオランダに敗れはしたが、準決勝まで進出し、シティの監督を解任された2ヶ月後に、正式に監督に就任した。
2008年1月、A代表の監督に就任したファビオ・カペッロの要請を受け、A代表のコーチに就任し、ナショナルチームにおいて、U-21代表の監督とA代表のコーチの2つの役割を担っている。
2009年6月に開催されたUEFA U-21欧州選手権2009ではチームは決勝進出を果たしたが、ドイツ代表に0-4で敗れた。

### 2012年ロンドンオリンピック イギリス代表
2011年10月20日、2012年ロンドンオリンピックのイギリス代表監督に決定する。イギリス代表がオリンピックに出場するのは、52年ぶり。

### イングランド代表暫定監督
2012年2月8日、ファビオ・カペッロ監督の電撃辞任により、後任が決まるまでの間、イングランド代表の暫定監督に就任する。2月29日、オランダとの親善試合の指揮を取り、2対3で敗れる。
2012年5月1日、イングランド代表監督にロイ・ホジソンの就任が発表されたことにより、暫定監督の任務も正式に終了した。

### ノッティンガム・フォレスト
2012年のイングランド暫定監督時代を経て、2014年4月3日にノッティンガム・フォレストが、7月以降にステュアート・ピアースを新監督に迎えることを発表。本人は、「このクラブに戻ることは、私にとって名誉なことだ。だが、プレーヤーとしてやったことと今が無関係なことは分かっている。私の仕事は、ファンがチームを誇れるように、電流を流すことだ」と述べている。

## パーソナルライフ
ピアースはパンク・ロックのファンとして知られており、好きなバンドの一つであるザ・ルーカーズのライブ・アルバムのジャケットに熱狂するファンの一人として写っている。ストラングラーズには30回ほど会ったことがあり、ストラングラーズに名付けてもらった、サイコ・レコードというレーベルを持っていたこともある。読書や演劇を鑑賞することも趣味の一つで、妻のリズと共同で競走馬を保有している。
2001年には、自叙伝『サイコ』を発売した。
2006年、7歳の娘のチェルシーは、ビーニーと名付けた馬のおもちゃを、マンチェスター・シティの監督を務めていたピアースに、タッチラインに置くように頼んだ。小さい子を納得させることは難しく、ピアースはあきらめて娘の願いを聞き入れた。しかし、シティが試合に勝利したため、迷信を信じて、ビーニーは試合に敗れるまでの数試合の間、テクニカルエリアでピアースと一緒に並んでいた。チームが連勝していた12月中には、ビーニーのチャントがファンの間で歌われていた。
彼の兄のデニスはイギリス国民党（BNP）の党員で、2009年欧州議会議員選挙では、ロンドン地区のBNPの立候補者名簿の3位に入っていた。しかしながら、イングランドサッカー協会（人種差別には強く反対する態度を取っている）を通して出した短い声明の中でピアースは、「兄の考え方は兄自身のもので、決して私自身の考え方を表しているわけではない。」と、述べた。

## 個人成績
| 所属クラブ                   | シーズン  | リーグ | リーグ | FAカップ | FAカップ | リーグカップ | リーグカップ | その他 | その他 | Total | Total |
| 所属クラブ                   | シーズン  | 出場   | 得点   | 出場     | 得点     | 出場         | 得点         | 出場   | 得点   | 出場  | 得点  |
| ---------------------------- | --------- | ------ | ------ | -------- | -------- | ------------ | ------------ | ------ | ------ | ----- | ----- |
| ウィールドストーン           | 1978-83   | 176    | 10     | 0        | 0        | 0            | 0            | 0      | 0      | 242   | 16    |
| ウィールドストーン           | Total     | 176    | 10     | 0        | 0        | 0            | 0            | 0      | 0      | 242   | 16    |
| コヴェントリー・シティ       | 1983-84   | 23     | 0      | 0        | 0        | 0            | 0            | 0      | 0      | 23    | 0     |
| コヴェントリー・シティ       | 1984-85   | 28     | 4      | 2        | 0        | 0            | 0            | 0      | 0      | 30    | 4     |
| コヴェントリー・シティ       | Total     | 51     | 4      | 2        | 0        | 0            | 0            | 0      | 0      | 53    | 4     |
| ノッティンガム・フォレスト   | 1985-86   | 30     | 1      | 0        | 0        | 4            | 0            | 0      | 0      | 34    | 1     |
| ノッティンガム・フォレスト   | 1986-87   | 39     | 6      | 0        | 0        | 5            | 2            | 0      | 0      | 44    | 8     |
| ノッティンガム・フォレスト   | 1987-88   | 34     | 5      | 5        | 1        | 3            | 0            | 1      | 0      | 41    | 6     |
| ノッティンガム・フォレスト   | 1988-89   | 36     | 6      | 5        | 0        | 8            | 1            | 5      | 3      | 54    | 11    |
| ノッティンガム・フォレスト   | 1989-90   | 34     | 5      | 1        | 0        | 10           | 1            | 2      | 2      | 47    | 9     |
| ノッティンガム・フォレスト   | 1990-91   | 33     | 11     | 10       | 4        | 4            | 1            | 2      | 0      | 49    | 16    |
| ノッティンガム・フォレスト   | 1991-92   | 30     | 5      | 4        | 2        | 9            | 1            | 5      | 1      | 48    | 9     |
| ノッティンガム・フォレスト   | 1992-93   | 23     | 2      | 3        | 0        | 5            | 0            | 0      | 0      | 28    | 2     |
| ノッティンガム・フォレスト   | 1993-94   | 42     | 6      | 2        | 0        | 1            | 0            | 1      | 0      | 50    | 6     |
| ノッティンガム・フォレスト   | 1994-95   | 36     | 8      | 1        | 0        | 3            | 2            | 0      | 0      | 40    | 10    |
| ノッティンガム・フォレスト   | 1995-96   | 31     | 3      | 4        | 2        | 1            | 1            | 8      | 0      | 44    | 6     |
| ノッティンガム・フォレスト   | 1996-97   | 33     | 5      | 2        | 0        | 2            | 0            | 0      | 0      | 37    | 5     |
| ノッティンガム・フォレスト   | Total     | 401    | 63     | 34       | 8        | 57           | 11           | 24     | 6      | 522   | 92    |
| ニューカッスル・ユナイテッド | 1997-98   | 25     | 0      | 7        | 0        | 0            | 0            | 4      | 1      | 34    | 1     |
| ニューカッスル・ユナイテッド | 1998-99   | 12     | 0      | 0        | 0        | 2            | 0            | 2      | 0      | 15    | 0     |
| ニューカッスル・ユナイテッド | Total     | 37     | 0      | 7        | 0        | 2            | 0            | 6      | 1      | 52    | 1     |
| ウェストハム・ユナイテッド   | 1999-2000 | 8      | 0      | 0        | 0        | 0            | 0            | 0      | 0      | 8     | 0     |
| ウェストハム・ユナイテッド   | 2000-01   | 34     | 2      | 4        | 1        | 4            | 0            | 0      | 0      | 42    | 3     |
| ウェストハム・ユナイテッド   | Total     | 42     | 2      | 4        | 1        | 4            | 0            | 0      | 0      | 50    | 3     |
| マンチェスター・シティ       | 2001-02   | 38     | 3      | 2        | 0        | 3            | 0            | 0      | 0      | 43    | 3     |
| マンチェスター・シティ       | Total     | 38     | 3      | 2        | 0        | 3            | 0            | 0      | 0      | 43    | 3     |
| キャリア通算成績             | 1985-2002 | 746    | 83     | 52       | 10       | 69           | 11           | 30     | 7      | 962   | 119   |

## 獲得タイトル

### 選手として
ノッティンガム・フォレスト
- フットボールリーグ100周年記念トーナメント：1988
- リトルウッズ・チャレンジ・カップ：1988-89
- フルメンバーズ・カップ：1989, 1992
- ランビロウズ・カップ：1989-90
- FAカップ準優勝：1991
- フルメンバーズ・カップ準優勝：1992

イングランド代表
- FIFAワールドカップベスト4：1990

ニューカッスル・ユナイテッド
- FAカップ準優勝：1999

ウェストハム・ユナイテッド
- インタートトカップ：1999
- プレミアリーグ月間最優秀選手賞：2001.2

マンチェスター・シティ
- フットボールリーグ・ディヴィジョン1：2001-02

### 監督として

#### クラブ
- UEFA U-21欧州選手権3位：2007
- UEFA U-21欧州選手権準優勝：2009

#### 個人
- プレミアリーグ月間最優秀監督：3回（1997年1月、2005年4月、2005年8月）

## 監督成績
| クラブ                     | 就任           | 退任          | 記録 | 記録 | 記録 | 記録 | 記録   |
| クラブ                     | 就任           | 退任          | 試合 | 勝ち | 分け | 負け | 勝率 % |
| -------------------------- | -------------- | ------------- | ---- | ---- | ---- | ---- | ------ |
| ノッティンガム・フォレスト | 1996年12月20日 | 1997年5月8日  | 23   | 7    | 9    | 7    | 30.43  |
| マンチェスター・シティ     | 2005年3月11日  | 2007年5月14日 | 97   | 34   | 20   | 43   | 35.05  |
| U-21 イングランド代表      | 2007年2月1日   | 2013年6月18日 | 41   | 23   | 13   | 5    | 56.10  |
| イギリスオリンピック代表   | 2011年10月20日 | 2013年6月18日 | 5    | 2    | 2    | 1    | 40.00  |
| イングランド代表 (暫定)    | 2012年2月8日   | 2012年5月1日  | 1    | 0    | 0    | 1    | 0.0    |
| ノッティンガム・フォレスト | 2014年7月1日   | 2015年2月1日  | 32   | 10   | 10   | 12   | 31.25  |